# Tjeckoslovakien i olympiska sommarspelen 1948
Tjeckoslovakien deltog med 87 deltagare vid de olympiska sommarspelen 1948 i London. Totalt vann de sex guldmedaljer, två silvermedaljer och tre bronsmedaljer.

## Medaljer

### Guld
- Július Torma - Boxning, weltervikt.
- Emil Zátopek - Friidrott, 10 000 meter.
- Josef Holeček - Kanotsport, C-1 1000 meter.
- František Čapek - Kanotsport, C-1 10000 meter.
- Jan Brzák-Felix och Bohumil Kudrna - Kanotsport, C-2 1000 meter.
- Zdeňka Honsová, Marie Kovářová, Miloslava Misáková, Milena Müllerová, Věra Růžičkova, Olga Šilhánová, Božena Srncová och Zdeňka Veřmiřovská - Gymnastik, lagmångkamp.

### Silver
- Emil Zátopek - Friidrott, 5 000 meter.
- Václav Havel och Jiří Pecka - Kanotsport, C-2 1000 meter.

### Brons
- Zdenek Ruzicka - Gymnastik, fristående.
- Zdenek Ruzicka - Gymnastik, ringar.
- Leo Sotornik - Gymnastik, hopp.